# 사타구니 성교

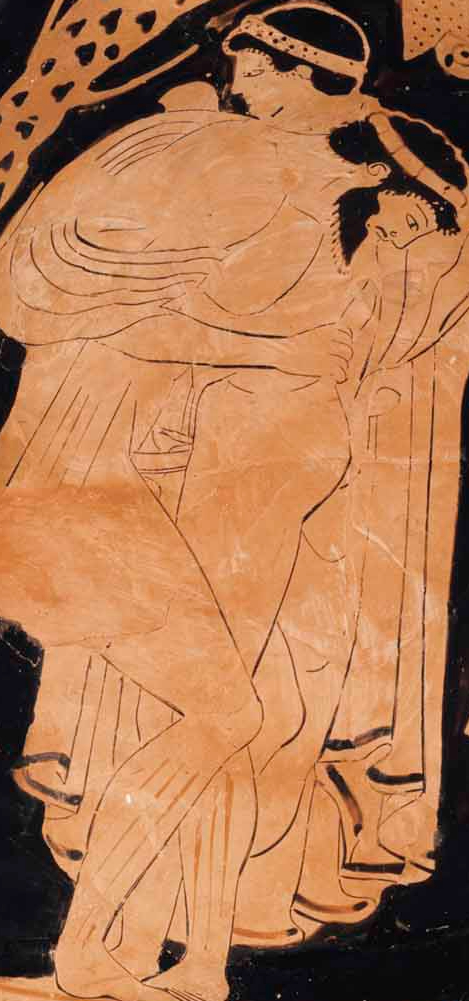
그림에 담긴 초기 사타구니 성교의 모습. 저서 《그리스의 성애》(Greek Erotica)의 작가 마틴 F. 킬머는 "가장 흔하게 행해지던 자세"라고 묘사하였다.

사타구니 성교(Intercrucal Sex)는 비삽입성교의 일종으로, 상대방의 허벅지 사이에 음경을 비비며 마찰을 내는 방식이다. 허벅지 성교(Thigh Sex), 대퇴부 성교(Coitus Interfemoris, Interfemoral Sex)라고도 한다. 기원전부터 고대 그리스 사회에서 흔하게 행해졌던 관습으로, 많은 작가들이 자주 언급하였으며, 꽃병과 같은 예술작품에 성교 모습을 그리기도 하였다. 소도미법이 시행되면서 점점 경멸적인 행동으로 여겨지게 되었다. 17세기에는 여러 문학 작품에 사타구니 성교가 등장하였으며, 머빈 투쳇의 재판 이후 남성 간의 성행위로 간주되면서 명성을 얻었다.
현대에서는 성인 여성들이 오르가슴을 자극하기 위해 사타구니 성교를 하며, 파리에서는 성매매의 일부로 흔히 이용됐다. 아프리카와 아시아 일부 지역에서는 사타구니 성교가 일반화되면서 일부 이성애자와 동성애자 남성들이 행하기도 한다. 남아프리카에서는 후천면역결핍증후군(AIDS)를 퇴치하기 위해 사용되었지만, 단계적 폐지 절차로 끝났다.
많은 연구에서는 사타구니 성교가 에이즈 및 임신과는 관계가 적다고 발표하고 있다. 삽입 성교보다 감염성이 낮아 인간면역결핍 바이러스(HIV) 양성 반응 환자의 세이프 섹스 수단이 될 수 있다고 보고가 되었다. 한편 다른 주제의 연구에서는 성폭행 사건 중 사타구니 성교처럼 신체적인 증거가 거의 없거나 전혀 남지 않는 사타구니 강간이 존재한다고 밝혀졌다.

## 어원
케네스 도버는 "사타구니 성교"라는 용어를 1978년에 출간된 저서 《그리스의 동성애》(영어: Greek Homosexuality)에서 처음 사용하였다. 도버는 해당 용어를 나이가 많은 남성과 오린 소년 사이의 성행위를 지칭하는 데 사용했다. 고대 그리스에서는 "허벅지 사이에서 [무엇을] 행하다"를 의미하는 고대 그리스어 디아메리제인(διαμηρίζειν)를 사용하였다. 웹스터 사전은 한 파트너가 "다른 파트너의 허벅지 사이에 음경을 끼우고 비비며 마찰을 일으키는" 행위라고 정의하였다. 동의어로는 허벅지 성교(Thigh Sex), 대퇴부 성교(Coitus Interfemoris, Interfemoral Sex) 등이 있다.
케임브리지 대학의 강 추는 도버의 정의가 파우사니아스가 "소년과 남성 사이의 안정적인 평생의 관계를 장려하고 어린 소년의 지적 발전을 증진시킨다"고 표현한 "천국의 사랑"(영어: Heavenly Love)와 유사하다는 점을 언급하였다.

## 같이 보기
- 프롯
- 젖치기
- 소년애
- 성교 체위